# 小行星20371
小行星20371（20371 Ekladyous）是一颗绕太阳运转的小行星，为主小行星带小行星。该小行星于1998年5月22日发现。

## 轨道参数
小行星20371的轨道半长轴为2.7545742 UA，离心率为0.073。